# Cimarrón Uruguayo
Der Cimarrón Uruguayo ist eine von der FCI anerkannte Hunderasse aus Uruguay (FCI-Gruppe 2, Sektion 2.1, Standard Nr. 353).

## Herkunft und Geschichte
Eine Theorie zur Herkunft der Rasse besagt, dass spanische Kolonisten Hunde nach Südamerika mitbrachten, die sich vermischten. Viele davon verwilderten und bereiteten den Schaf- und Rinderzüchtern Probleme. Ende des 18. Jahrhunderts wurden daher zahlreiche Hunde getötet. Gleichzeitig aber entdeckten Grundbesitzer die Vorzüge dieser Hunde und begannen, sie zu nutzen und zu erhalten. Seit 1989 ist die Rasse vom uruguayischen Zuchtverband anerkannt. Im Jahr 2006 erfolgte eine vorläufige Anerkennung durch die FCI, 2017 folgte die Anerkennung der Rasse.

## Beschreibung
Der Cimarrón Uruguayo ist ein eindeutig molosserartiger Hund: mittelgroß (nach FCI bis 61 cm, 45 kg), durch seine Zeit als Wildhund sehr robust, temperamentvoll. Das kurze Fell sollte gelb sein oder gestromt in allen Tönungen; rein weiß oder ganz schwarz ist nicht erwünscht. Der Kopf ist mächtig, breit mit relativ kurzem Fang. Die nicht zu großen Ohren liegen an den Wangen an. Die Rute wird säbelförmig herabhängend getragen.

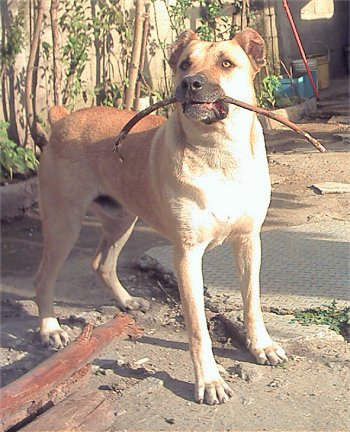
Uruguayischer Cimarrón mit zwei Jahren. 2004

Traditionell wurden die Ohren im Ursprungsland kupiert. Heute ist das in den meisten Ländern der EU nicht mehr gestattet, verstümmelte Hunde dürfen nicht ausgestellt und zur Zucht verwendet werden.

## Wesen
Die Rasse wird als gut erziehbar, ausgeglichen, unerschrocken und gegenüber Fremden misstrauisch beschrieben.

## Verwendung
Er wird als Jagdhund, Wachhund sowie für die Arbeit an Rinderherden verwendet.